# Биків (Житомирський район)
Би́ків — село в Україні, у Брусилівській селищній територіальній громаді Житомирського району Житомирської області. Кількість населення становить 278 осіб (2001). У 1923—54 роках — адміністративний центр однойменної сільської ради.

## Географія
Розташоване за 35 км на південний захід від Брусилова, за 9 км від залізничної станції Скочище. Через село Биків протікає річка Здвиж. На околиці села виявлені городище та могильник часів Київської Русі.
Село поділяється на дві частини: Старий Биків та Новий Биків. Новий Биків був побудований в середині 90-х років XX століття, під час відселення жителів з постраждалих районів Житомирської та Київської областей після аварії на ЧАЕС. У Биків переселили 78 родин, для них побудовано 78 будинків. За роки незалежності України у селі введено в дію приміщення загальноосвітньої школи I—III ступенів, дитячий садок, фельдшерсько-акушерський пункт, водопровід. Вулиці села асфальтовані, житло газифіковане.

## Населення
У 1864 році в селі нараховувалося 233 особи, з них: православних — 218, римокатоликів — 15, наприкінці 19 століття — 368 осіб, з них: чоловіків — 195, жінок — 173; дворів — 56.
Відповідно до результатів перепису населення СРСР, кількість населення, станом на 12 січня 1989 року, становила 137 осіб, станом на 5 грудня 2001 року, відповідно до перепису населення України, кількість мешканців села становила 278 осіб.

## Історія
До 1647 року Яким Єрлич — український шляхтич, хроніст, автор польськомовного «Літописця, або Хронічки різних справ і подій» — тримав Биків у заставі від свого зятя Яреми Тиші-Биковського. Після смерті Яреми його син Адам силою відібрав в Єрлича маєтність, примусивши їх залишити Биківський двір.
Село засноване 1732 року. Перша писемна згадка датується 1775 роком, назва походить від прізвища пана — Биков. Биків, разом з селом Озера та сільцем Западня, здавна належав до Ходорківського маєтку, котрий було розпродано в різні руки через борги власника Свидзинського. У 1746 році дзвін Биківської церкви перенесено до Болячева, церкву закрито в 1786 році. Згадується в люстрації Київського воєводства 1754 року, як село, що перебувало в посесії Єрлича, сплачувало 1 злотий 26 грошів до замку та 7 злотих і 14 грошів до скарбу.
В середині 19 століття — сільце Бикова за 4 версти північно-західніше від с. Озера, в Грубському лісі; землі — 384 десятин, є церковно-приходська школа. Належить нащадкам Краснодубського. Від поселення до Грубського тягнеться стародавній вал.
У другій половині 19 століття — невелике село, за 9 верст від Ходоркова, входило до православної парафії в Озерах, землі — 834 десятини, яка належала багатьом власникам. Волосне правління перебувало в с. Соболівці, поліційне — в містечку Паволоч.
Наприкінці 19 століття — власницьке сільце Ходорківської волості Сквирського повіту Київської губернії; відстань до повітового центру, м. Сквира, становила 58 верст, до волосного центру, міст. Ходорків, де розміщувалися також поштово-телеграфна та поштова земська станція — 8 верст, до найближчої залізничої станції, Попільня — 28 верст. Основним заняттям мешканців було рільництво, крім цього, селяни підробляли на бурякоцукрових плантаціях. Землі — 791 десятина: поміщикам належало 555 дес., селянам — 236 дес. Маєток належав спілці міщан та селян Бикова, господарство велося за трипільною системою.
У 1923 році включене до складу новоствореної Биківської сільської ради, котра, від 7 березня 1923 року, стала частиною новоутвореного Ходорківського району Білоцерківської округи; адміністративний центр ради. В складі сільської ради входило до Корнинського (27.03.1925 р., 17.02.1935 р.) та Попільнянського (5.02.1931 р.) районів. 11 серпня 1954 року Биківську сільську раду ліквідовано, село передане до складу Озерської сільської ради Корнинського району. В складі сільської ради входило до Попільнянського (28.11.1957 р.), Брусилівського (20.03.1959 р., 4.05.1990 р.) та Коростишівського (30.12.1962 р.)районів.
28 липня 2016 року село увійшло до складу новоствореної Брусилівської селищної територіальної громади Брусилівського району Житомирської області. Від 19 липня 2020 року, разом з громадою, в складі новоствореного Житомирського району Житомирської області.